# ファイアバード (バンド)
ファイアバード（FIREBIRD）は、イギリスのブルース・ロックバンド。1999年にビル・スティアーを中心に結成され、2011年をもって活動休止した。

## 来歴
1999年、グラインドコアの先駆者ナパーム・デスおよびデスメタルバンドカーカスのギタリストであったビル・スティアーの下に、カテドラルのベーシストであるレオ・スミー、スピリチュアル・ベガーズのドラマーであるラドウィッグ・ウィットが集まり結成される。2000年にデビューアルバム「Firebird」、翌2001年に「Deluxe」と立て続けに作品を発表し、クリームのような1970年代のブルース・ロックバンドを想起させる音楽を展開。3作目以降はベーシストとドラマーに入れ替わりが生じたが、スティアーのヴォーカルとギターを軸としたトリオ編成に変わりはなかった。2009年には初来日を果たし、LOUD PARK 09に参加している。
2012年4月3日、Facebook上にて2011年末をもって活動を休止したことを発表。休止に至った理由は「とても書きつくせない」としつつ、長年に渡りバンドを支えた国内、そして海外のファンに感謝の意を表した。

## メンバー

### メンバー
- ビル・スティアー　Bill Steer - (Guitar, Vocals, Harmonica) (1999-2011)
- ハリー・アームストロング　Harry Armstrong - (Bass) (2006-2011)
- ルディック・ヴィット　Ludwig Witt - (Drums) (1999-2001,2005-2011)

### 元メンバー
- レオ・スミー　Leo Smee - (Bass) (1999-2001)
- ロジャー・ニルソン　Roger Nilsson - (Bass) (2002) 
元ザ・クイル、現スピリチュアル・ベガーズ。
- アル・スティアー　Al Steer - (Bass) (2003 - 2006) 
ビル・スティアーの弟である。
- ジョージ・アトラジック　George Atlagic - (Drums) (2002)
元ザ・クイル。2001年のツアーに参加。
- アラン・フレンチ　Alan French - (Drums) (2002-2004)

## ディスコグラフィー

### スタジオ・アルバム
- 2000年　Firebird
- 2001年　Deluxe
- 2003年　No.3
- 2006年　Hot Wings
- 2009年　Grand Union
- 2011年　Double Diamond